# Tramandaí
Tramandaí ist eine Küstenstadt mit 51.715 Einwohnern (Schätzung Stand: 2019) im Bundesstaat Rio Grande do Sul im Süden Brasiliens. Sie liegt etwa 120 Straßenkilometer östlich von Porto Alegre. Benachbart sind die Orte Osório, Imbé und Cidreira. Ursprünglich war Tramandaí Teil des Munizips Osório.
Die Bevölkerung von Tramandaí wird im Jahr 2024 vom Instituto Brasileiro de Geografia e Estatística (IBGE) auf ca. 56.300 Einwohner geschätzt, was ein Wachstum gegenüber früheren Schätzungen darstellt.
Tourismus
Tramandaí ist ein bedeutendes Touristenziel an der Küste des Bundesstaates Rio Grande do Sul. Im letzten Jahrzehnt wurden touristische Infrastrukturen und Unterkunftsmöglichkeiten modernisiert, um den steigenden Besucherstrom zu bewältigen.